# 满洲国外交部
满洲国外交部是滿洲國的行政機關，長官稱為「總長」。
满洲国外交部大楼建于1934年，位于长春市朝阳区建设街1122号，由法国布罗萨德-茅平公司设计，是所谓“八大部”之一。
该建筑现由太阳会馆使用，至今基本保存完好。2013年3月，满洲国治安部作为“伪满皇宫及日伪军政机构旧址”的一部分，被定为全国重点文物保护单位。